# Алатир (река)
Алатир (рус. Алатырь, чув. Улатăр, ерз. Ратор) је река у Русији, у Републици Мордовији. Лева је притока реке Суре.
Дужина реке је 296 km. Подручје њеног басена износи 11.200 km². Алатир се заледи у новембру и остаје замрзнут све до априла. Градове Ардатов и Алатир, запљускују обале ове реке.
Извор је око 10 километара западно од града Первомајска. Опши смер тока реке је исток. Улива се у реку Суру на северној периферији града Алатир. Река тече кроз северни део Приволшке висоравни, у шумовитом подручју. Највећи шумски предели налазе се на левој обали. Десна обала ниже села Мадајева готово је без дрвећа.